# Андерсен, Маргерит
Маргерит Андерсен (фр. Marguerite Andersen; 15 октября 1924, Магдебург, Веймарская республика — 1 октября 2022) — канадская франкоязычная писательница,  эссеист, поэтесса, педагог немецкого происхождения.

## Биография
Окончила Свободный университет Берлина. С 1965 года  доктор наук по французской литературе в Университете Монреаля. Преподавала французский язык в нескольких странах Европы, Северной Африки и Северной Америки, была профессором литературы в Университете Конкордия и Гуэлфского университета.
Была вице-президентом Ассоциации  франкоязычных авторов провинции Онтарио, президентом Комитета по правам и свободам Союза писателей Канады, а также членом ПЕН-клуба и Союза писателей Квебека.
С 1998 года — главный редактор литературного журнала «Virages».

## Творчество
Дебютировала в 1965 году. Первый роман М. Андерсен «Воспоминания о женщине» получил приз журнала Journal de Montréal для молодых писателей в 1983 году. Её роман «Суп» получил Гран-при на Книжной ярмарке в Торонто в 1996 году. В 2008 году стала лауреатом литературной премии «Trillium Book Award».

## Избранные произведения
- 1965: Paul Claudel et l’Allemagne
- 1972: Mother was not a person
- 1975: Paroles Rebelles. ISBN 2-89091-112-8
- 1982: De mémoire de femme. ISBN 2-89026-313-4
- 1984: L’Autrement pareille. ISBN 0-920814-63-8
- 1991: Courts Métrages et Instantanés. ISBN 2-89423-007-9
- 1992: L’Homme-papier. ISBN 2-89091-117-9
- 1993: La chambre noire du bonheur. ISBN 2-89045-990-X
- 1994: Conversations dans l’Interzone. ISBN 2-89423-051-6
- 1995: La Soupe. ISBN 2-89423-062-1, ISBN 2-89031-229-1
- 1997: La Bicyclette. ISBN 2-89423-086-9, ISBN 2-921706-63-6
- 1998: Le Crus de l’Esplanade. ISBN 2-89423-093-1
- 2000: Bleu sur Blanc. ISBN 2-89423-118-0
- 2003: Dreaming our Space. ISBN 1-55071-152-0
- 2004: Parallèles. ISBN 2-89423-168-7
- 2006: Doucement le bonheur. ISBN 978-2-89423-206-4
- 2009: Le figuier sur le toit. ISBN 9782923274492
- 2011: La vie devant elles. ISBN 978-2-89423-277-4
- 2013: La mauvaise mère. ISBN 9782894239063